# Clinton, Mississippi
Clinton är en ort i Hinds County i delstaten Mississippi, USA.